# Turócnádasér
Turócnádasér (1899-ig Nedozor, szlovákul Nedozor) Kisraksa településrésze, korábban önálló falu Szlovákiában, a Zsolnai kerületben, a Stubnyafürdői járásban.

## Fekvése
Stubnyafürdőtől 2 km-re északkeletre fekszik. Kisraksa délnyugati csücskét alkotja.

## Története
1264-ben „Nedozer” néven említik először. 1277-ben „Numsyr” illetve „Nousyr”, 1281-ben „Notser”, 1351-ben „Nadaser”, 1363-ban „Nedozer” és „Nedoser”, 1368-ban „Sentmichal vel a.n. Nodoser” alakban említik az oklevelek. Előbb Albert fia János tulajdona, majd a Thuróczi, Nyári és Jeszenszky családok a birtokosai. 1715-ben 10 háztartás volt a faluban, 1785-ben 20 házában 142-en laktak.
A 18. század végén Vályi András így ír róla: „NEDOZOR. Tót falu Túrócz Várm. földes Ura Révay, és több Uraságok, lakosai evangelikusok, fekszik Raksa, és Szent Mihályhoz közel, a’ kikkel ugyan azon erdőt bírják, földgye közép nemű, réttye kétszer kaszáltatik, lgeelője elég, fája van mind a’ két féle, piatzozása Mosóczon, és Körmöczön.”
A 19. században a Zatureczky, Pongrácz és Beniczky családok birtoka. 1828-ban 24 házában 177 lakos élt. Lakói főként mezőgazdasággal foglalkoztak.
Fényes Elek 1851-ben kiadott geográfiai szótárában így ír a faluról: „Nedozér, tót falu, Thurócz vmegyében, a beszterczebányai országutban: 32 kath., 14 evang. lak. F. u. b. Révay. Ut. p. Rudnó.”
1910-ben 146, túlnyomórészt szlovák lakosa volt. A trianoni diktátumig Turóc vármegye Stubnyafürdői járásához tartozott.

## Lásd még
- Kisraksa